# Leóns universitet
Leóns universitet (spanska: Universidad de León) är ett universitet i Spanien.   Det ligger i provinsen Provincia de León och regionen Kastilien och Leon, i den norra delen av landet, 290 km nordväst om huvudstaden Madrid.